# Philippe de Vitry
Philippe de Vitry, francoski skladatelj in pesnik, * 31. oktober 1291, Pariz, † 9. junij 1361, Meaux.
Študiral je na pariški univerzi Sorbona. Kot tajnik in svetovalec je deloval na dvoru Karla IV., Filipa VI. in Jeana II. Bil je diplomat in vojak, leta 1346 je sodeloval pri zasedi Aiguillona. Leta 1351 je postal škof škofije Meaux, vzhodno od Pariza.
V zgodovini glasbe je najbolj poznan kot pisec dela Ars nova (1322), po katerem je dobilo ime celotno glasbeno obdobje tistega časa. Mnogo je prispeval tudi k razvoju ritmične notacije, ki je pripomogla k preglednosti in kompleksnosti glasbenih del skladateljem prihodnjih stoletij.
Vitry je komponiral motete in pesmi (chanson), vendar so do današnjega časa preživeli le moteti. Njegova glasba je, za razliko od glasbe sodobnikov, zelo individualistična, vsak motet sestavlja ena sama tematika. Muzikologi mu pripisujejo tudi zasluge za razvoj izoritmičnega koncepta.